# Touched
Pour plus de détails, voir Fiche technique et Distribution.
Touched est un film américain réalisé par John Flynn, sorti en 1983.

## Fiche technique
- Titre français : Touched
- Réalisation : John Flynn
- Scénario : Lyle Kessler
- Photographie : Fred Murphy
- Musique : Shirley Walker
- Production : Barclay Lottimer et Dirk Petersmann
- Pays d'origine :  États-Unis
- Date de sortie : 1983

## Distribution
- Robert Hays : Daniel
- Kathleen Beller : Jennifer
- Ned Beatty : Herbie
- Gilbert Lewis : Ernie
- Lyle Kessler : Timothy
- Farnham Scott : Thomas